# João Correia (râguebi)
João Correia (nascido em Lisboa, em 19 de Agosto de 1979) é um jogador de râguebi português. Atua como talonador. É membro do plantel do Grupo Desportivo Direito.
Conta atualmente com 38 internacionalizações pela Seleção Portuguesa de Rugby Union, com um ensaio marcado. Foi membro da Selecção Nacional que entrou na fase final do Campeonato do Mundo de Râguebi, atuando nos quatro jogos. Estreou-se como capitão em 1 de Março de 2008, na derrota de 26-41 com a Rússia.

### Vida Pessoal
João Correia de estado civil divorciado, assumiu em 2022 uma relação com a nutricionista Andreia Mira, conhecida por ter um vasto leque de celebridades como seus pacientes, o que lhe valeu entre o Jet7 nacional a alcunha de "a nutricionista dos famosos".